# Valashahr
Vālāshār  (persiska: والاشهر ) är en ort i Iran.   Den ligger i provinsen Fars, i den centrala delen av landet, 700 km söder om huvudstaden Teheran. Bālā Deh ligger 762 meter över havet och antalet invånare är 3 936.
Terrängen runt Bālā Deh är huvudsakligen platt, men åt nordost är den kuperad. Runt Bālā Deh är det ganska tätbefolkat, med 67 invånare per kvadratkilometer. Det finns inga andra samhällen i närheten. Omgivningarna runt Bālā Deh är en mosaik av jordbruksmark och naturlig växtlighet.